# Thuiaria diffusa
Thuiaria diffusa är en nässeldjursart som först beskrevs av George James Allman 1885.  Thuiaria diffusa ingår i släktet Thuiaria och familjen Sertulariidae. Inga underarter finns listade i Catalogue of Life.